# Ansem
ansem（アンセム）は、Microsoft Windowsで動作するファイル共有ソフトである。P2Pの技術を利用している。また、隣接秘匿方式という匿名化技術を導入している。

## 概要
開発・配布者は、Xibelという人物で、開発を宣言した掲示板のスレッドの名前から「Xibel (ザイベル）」と呼ばれている。

## 特徴
ansem は、ファイルの共有に中央サーバーを必要としないピュアP2P方式で動作する。それ以前のいわゆる「P2Pファイル交換ソフト」では、各クライアントの情報をサーバーに集積する様式（ハイブリッドP2Pモデル）が主流であったため、サーバー非可動時には利用できないという問題を抱えていた。その意味でansemはシステム上の障害に対して非常に強く、一度稼働を始めたネットワークは止められないことが特徴である。
しかし、ユーザーの絶対数がたりないため、繋がりにくいのが現状である。

## 隣接秘匿方式
隣接秘匿方式とは、キー拡散時に複数のノードを経ることによって、高い匿名化技術を実現している。